# HOMESTAY (ホームステイ)
『HOMESTAY (ホームステイ)』は、2022年2月11日から配信されている日本映画。森絵都の小説『カラフル』を原作とし、Amazonオリジナル映画として製作された。監督は『ジオラマボーイ・パノラマガール』の瀬田なつき、主演は長尾謙杜（なにわ男子）。

## キャスト
シロ（小林真）
演 - 長尾謙杜（なにわ男子）（幼少期：三浦綺羅）
本作の主人公。突然の死で魂だけとなった状態で、管理人から同じく亡くなった高校生の「小林真」の身体にホームステイするように告げられる。
藤枝晶
演 - 山田杏奈
真の幼なじみ。
高坂美月
演 - 八木莉可子
真の高校の先輩で、真は密かに憧れていた。
小林満
演 - 望月歩
真の兄。法曹界を目指して猛勉強中。
管理人
演 - 濱田岳
魂だけとなったシロに「小林真」の身体にホームステイするように告げる謎の人物。
小林早苗
演 - 石田ひかり
真の母。カフェレストランでパートに勤しんでいる。
小林治
演 - 佐々木蔵之介
真の父。仕事で留守がちなため、家庭との間に溝ができている。

### 役名未定
- 眞島秀和[3][4]
- 渋川清彦[3][4]
- 阿川佐和子[3][4]
- 篠井英介[3][4]
- 渡辺大知[3][4]

## スタッフ
- 原作：森絵都「カラフル」（文春文庫 / 文藝春秋刊）
- 監督：瀬田なつき
- 脚本：菅野友恵、大浦光太
- クリエイティブプロデューサー：三木孝浩
- エグゼクティブプロデューサー：加藤章一、島岡隆博、岩崎愛奈
- プロデューサー：浅野敦也、宇田充、鈴木嘉弘
- アソシエイトプロデューサー：長尾絵理
- スーパーバイジングプロデューサー：那須田淳
- 音楽：mio-sotido
- 主題歌：ずっと真夜中でいいのに。「袖のキルト」（EMI Records）[5]
- 制作プロダクション：TBSスパークル
- 制作協力：ドラゴンフライ、はちのじ
- 製作著作：アマゾンジャパン合同会社